# بسبر
رودخانه بسبر (به انگلیسی: Besbre) رودخانهای است که در فرانسه جریان دارد.